# Al-Beroni University
Albironi University är ett universitet i Afghanistan.   Det ligger i provinsen Kapisa, i den nordöstra delen av landet, 70 km norr om huvudstaden Kabul. Albironi University ligger 1 596 meter över havet.